# Milan Osterc
Milan Osterc (Murska Sobota, 4 de julio de 1975) es un exfutbolista esloveno. Jugó de delantero en equipos históricos de Eslovenia, España, Israel, Francia, Turquía, Chipre y Austria.

## Selección nacional
Fue internacional con la Selección de fútbol de Eslovenia, jugó 44 partidos internacionales y anotó 8 goles.

### Participaciones en Copas del Mundo
| Mundial                        | Sede                 | Resultado    |
| ------------------------------ | -------------------- | ------------ |
| Copa Mundial de Fútbol de 2002 | Corea del Sur, Japón | Primera fase |

### Participaciones Internacionales
| Torneo        | Sede                  | Resultado    |
| ------------- | --------------------- | ------------ |
| Eurocopa 2000 | Bélgica, Países Bajos | Primera fase |

## Clubes
| Club                  | País      | Año       |
| --------------------- | --------- | --------- |
| NK Beltinci           | Eslovenia | 1994-1996 |
| ND Gorica             | Eslovenia | 1996-1998 |
| Hércules CF           | España    | 1998-1999 |
| NK Olimpija Ljubljana | Eslovenia | 1999-2000 |
| Hapoel Tel Aviv FC    | Israel    | 2000-2002 |
| Le Havre AC           | Francia   | 2002-2003 |
| Bursaspor             | Turquía   | 2003-2004 |
| Malatyaspor           | Turquía   | 2004-2005 |
| AEK Larnaca           | Chipre    | 2005      |
| LASK Linz             | Austria   | 2006      |
| ND Gorica             | Eslovenia | 2007-2010 |
| NK Koper              | Eslovenia | 2010-2012 |

## Palmarés

### Campeonatos nacionales
| Título            | Club                  | País      | Año  |
| ----------------- | --------------------- | --------- | ---- |
| Copa de Eslovenia | NK Olimpija Ljubljana | Eslovenia | 2000 |
| Copa Toto         | Hapoel Tel Aviv FC    | Israel    | 2002 |